# غشائية صفراء
غشائية صفراء (بالإنجليزية: Hymenobacter luteus)‏ هي نوع من البكتيريا، سلبية الغرام، تتبع الغشائية.